# Monika Hauser

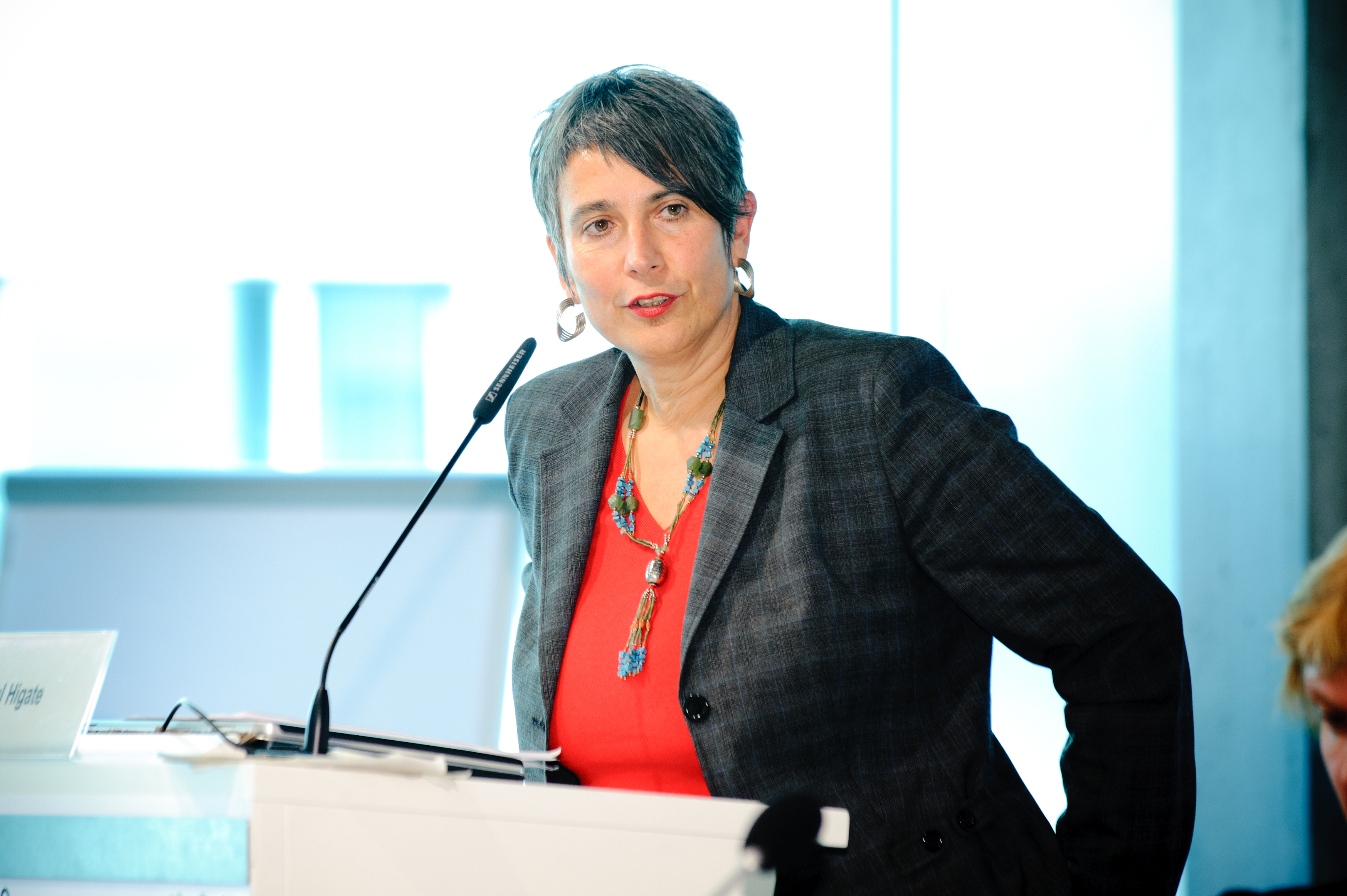
Monika Hauser (2010)

Monika Hauser (ur. 24 maja 1959 w Szwajcarii) – niemiecka ginekolog, założycielka i dyrektor organizacji medica mondiale. Laureatka nagrody Right Livelihood.
W 1992 założyła w ogarniętej przez wojnę Bośni Medica Zenica, centrum medyczne, niosące pomoc kobietom, które padły ofiarą gwałtów. W oparciu o to doświadczenie założyła rok później medica mondiale – organizację działającą na rzecz ofiar przemocy seksualnej podczas wojny w krajach takich jak m.in. Bośnia i Hercegowina, Kosowo, Kongo, Liberia i Afganistan. Obok pomocy ofiarom celem organizacji jest również zapobieganie przemocy wobec kobiet i dążenie do ukarania jej sprawców.
W 2008 Monika Hauser otrzymała nagrodę Right Livelihood „za niestrudzoną pomoc ofiarom przemocy seksualnej w krajach ogarniętych przez wojnę”.